# Robert Rössle

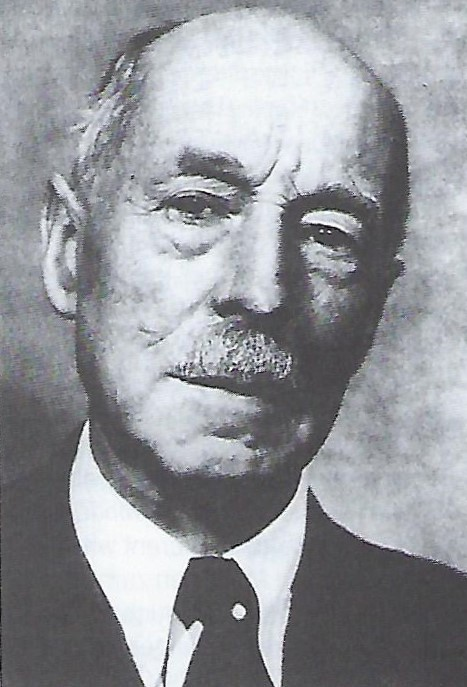
Robert Rössle, um 1950

Robert Rössle (* 19. August 1876 in Augsburg; † 21. November 1956 in Berlin) war ein während des Nationalsozialismus an Menschenversuchen beteiligter deutscher Pathologe, der nach Kriegsende seine Karriere in der DDR fortsetzen konnte und nach dem mindestens ein Institut und eine Straße in Berlin-Buch benannt ist. Er beschrieb 1914 die allergische Entzündung und prägte 1933 den Begriff Pathergie.

## Leben
Rössle war Sohn des Direktors der Kammgarnspinnerei Heinrich Rössle in Augsburg. Er wuchs zweisprachig auf, weil seine elsässische Mutter nicht auf das Französische verzichten wollte. Er besuchte das humanistische Gymnasium bei St. Anna (Augsburg). Nach der Reifeprüfung studierte er an der Ludwig-Maximilians-Universität München, der Christian-Albrechts-Universität zu Kiel und der Kaiser-Wilhelms-Universität Straßburg Medizin. Während seines Studiums wurde er Mitglied des AGV München. Mit einer Doktorarbeit bei Franz von Winckel wurde er 1900 in München zum Dr. med. promoviert. Er legte das medizinische Staatsexamen ab und kehrte an das Pathologische Institut der Universität Kiel zurück. Es folgten dann Arbeitsaufenthalte bei Richard Hertwig am Zoologischen Institut und bei Max von Gruber am Hygiene-Institut der Ludwig-Maximilians-Universität München sowie eine Weltreise (1902/03).
1904 habilitierte er sich in Kiel für Allgemeine Pathologie und Pathologische Anatomie. Es folgte die Umhabilitation nach München, wo Rössle am Pathologischen Institut bei Otto von Bollinger bis zu dessen Tod blieb. Er wurde im selben Jahr zum außerordentlichen Professor ernannt und war dort bis 1910 als Prosektor tätig. 1911 bis 1921 übernahm er das Ordinariat für Allgemeine Pathologie und Pathologische Anatomie an der Universität Jena. In dieser Zeit spielte er eine entscheidende Rolle im Disziplinarverfahren gegen den damaligen Leiter der Universitätsfrauenklinik Max Henkel. Von 1922 bis 1929 hatte Rössle das entsprechende Ordinariat in Basel inne und wurde 1929 als Nachfolger von Otto Lubarsch auf den Lehrstuhl für Pathologie an der Charité in Berlin berufen, wo er als Direktor des Pathologischen Instituts bis 1948 blieb.
In der Zeit des Nationalsozialismus war Rössle Mitwirkender bei der von Günther Just und Karl Heinrich Bauer ab 1935 herausgegebenen Zeitschrift für menschliche Vererbungs- und Konstitutionslehre. Am 18. August 1942 berief ihn Adolf Hitler in den wissenschaftlichen Senat des Heeressanitätswesens. Rössle beteiligte sich an der auf Menschenversuchen basierenden Luftwaffenforschung über Die pathologisch-anatomischen Veränderungen bei Druckfallkrankheit und Luftstoßschäden. Im Jahr 1944 wurde Rössle in den Wissenschaftlichen Beirat des Generalkommissars für das Sanitäts- und Gesundheitswesen Karl Brandt berufen.
Da Rössle nicht in die Nationalsozialistische Deutsche Arbeiterpartei eingetreten war, konnte er nach dem Ende des Zweiten Weltkriegs weiterhin an der Humboldt-Universität zu Berlin lehren. Nach der Emeritierung war er noch vier Jahre (bis 1953) als Prosektor am Städtischen Wenckebach-Krankenhaus in Berlin tätig. Danach betrieb er experimentelle Studien am Institut für Gewebeforschung.
Robert Rössle heiratete 1904 Ingegerd Kjelland. Das Paar hatte zwei Kinder; Per (* 1906) und Grete (* 1908).

## Leistungen

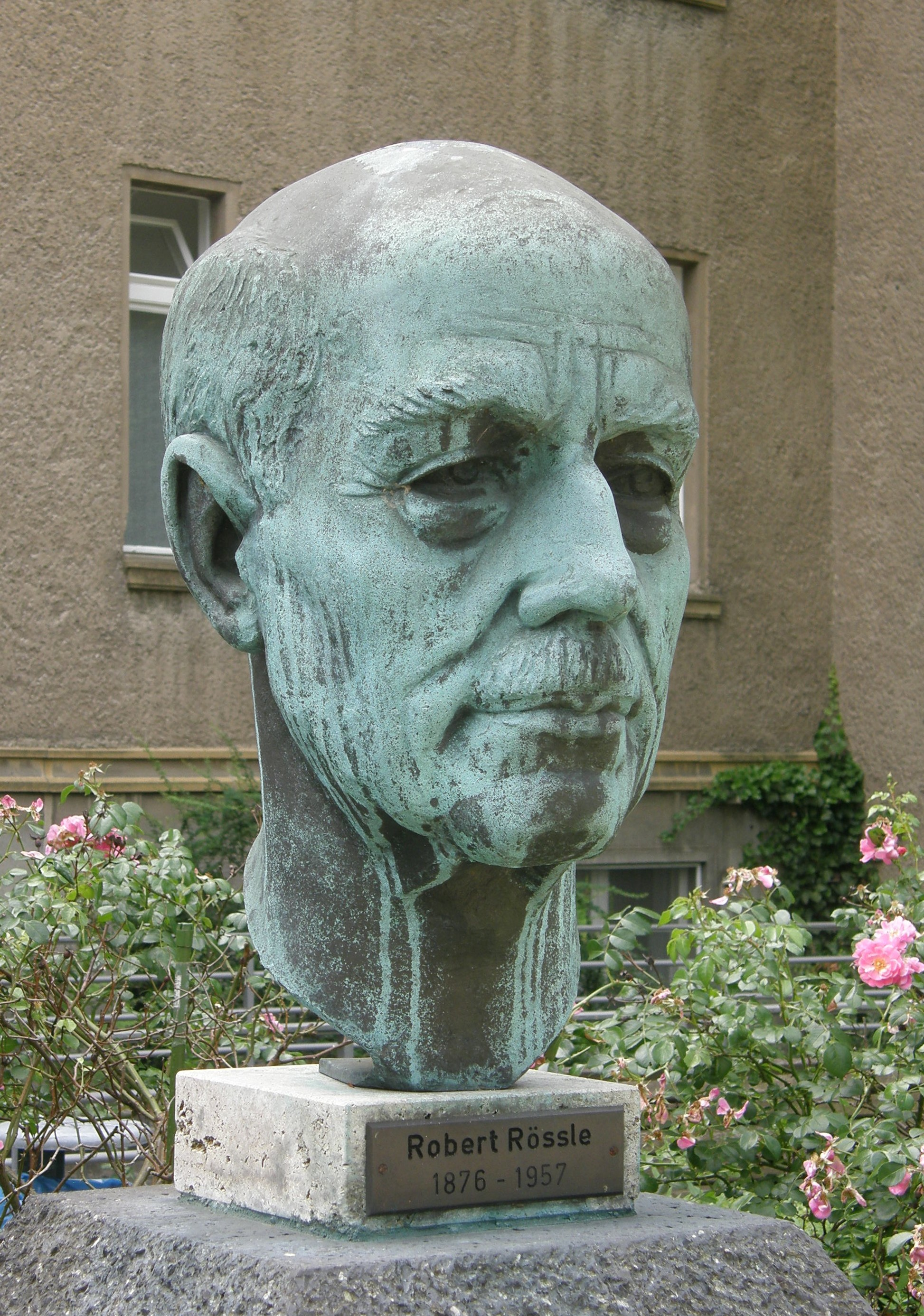
Büste Rössles vor der Robert-Rössle-Klinik

In seiner Habilitationsschrift befasste sich Rössle zunächst mit Pigmentierungsvorgängen im Melanom. Ausgehend von Fragen der zellulären Immunität im Blut wandte er sich der Erforschung der Ursachen der Leberzirrhose zu (Hepatitis, Hepatosen), wobei ein entzündungsbedingter Parenchymverlust der Leber als eine Hauptursache erkannt wurde. Auf Rössle gehen wichtige Erkenntnisse zur Unterscheidung primärer und sekundärer Leberzirrhosen zurück. Ein weiterer Schwerpunkt seiner Arbeit war die Entzündung („Phylogenese der Entzündung“), die zur Prägung des wichtigen Begriffs „Empfindung für Gewebsfremdheit“ führte, der für Allergie, Anaphylaxie und Transplantatabstoßung gleichermaßen wichtig ist. Im Jahr 1914 beschrieb er die allergische Entzündung.
Kernpunkt von Rössles Entzündungslehre ist die Hypothese, dass Entzündung als pathologische Steigerung minimaler physiologischer Vorgänge (Exsudation, Proliferation, Phagozytose, Zelluntergang, Zellregeneration) auf zellulärer Ebene zu betrachten sei. Rössle trug wesentlich zur Klärung des Allergiebegriffes bei. Er setzte Allergie als erworbenes Reaktionsmuster mit der allergischen Reaktion gleich, wobei von einer „Normergie“ ausgehend Allergie als Hyperergie oder Anergie bzw. Hyperergie als Anaphylaxie oder Immunantwort vorkommen kann.
Unter dem Aspekt der Konstitutionspathologie beschäftigte sich Rössle seit 1910 mit Wachstumsvorgängen und Alterung, durchaus schon im Sinne der modernen Gerontologie. Als Standardwerk für die Obduktion galt seine Monographie Maß und Zahl in der Pathologie, in der Normen definiert werden, die die systematische und kontrollierte Bewertung pathologischer Befunde erlauben. Die Monographie Pathologie der Familie stellt eine große Zahl pathologisch-anatomischer Sektionsbefunde bei Verwandten, Ehegatten, Zwillingen und Drillingen vor und führte zu der bemerkenswerten Feststellung, dass erworbene Krankheiten, Seuchen und Lebensstilfaktoren (Genussgifte, ungesunde Lebensgewohnheiten) stärker pathologisch wirksam sind als Vererbungsmechanismen.
Robert Rössle veröffentlichte mehr als 300 Originalarbeiten und zehn große Monographien. Er war zudem bis 1956 als Herausgeber für 39 Bände von Virchows Archiv verantwortlich.

## Ehrungen
1929 und 1930 war er Präsident der Deutschen Gesellschaft für Pathologie. Er war Ehrenpräsident der Berliner Medizinischen Gesellschaft, des Finnischen Vereins für Innere Medizin, der Anatomisch-Medizinischen Gesellschaft
in Bukarest und der Deutschen Gesellschaft für Allergieforschung. 1936 wurde er in die Deutschen Akademie der Naturforscher Leopoldina gewählt. Rössle wurde 1949 mit dem Nationalpreis der DDR ausgezeichnet. Er war Korrespondierendes Mitglied der Société anatomique de Paris. Er erhielt mehrere Ehrendoktorwürden (Dr. med. h. c., Dr. med. vet. h. c., Dr. rer. nat. h. c.), war Ehrenmitglied von elf wissenschaftlichen Gesellschaften und ordentliches Mitglied der Preußischen Akademie der Wissenschaften in Berlin. In Berlin-Buch trägt eine Straße seinen Namen nahe der Robert-Rössle-Krebsklinik beim Klinikum Buch. 1952 erhielt er das Bundesverdienstkreuz 1. Klasse vom Verdienstorden der Bundesrepublik Deutschland. Das Zentralinstitut für Krebsforschung (Akademieinstitut) wurde 1960 nach ihm benannt. Das Pathologische Institut der Friedrich-Schiller-Universität Jena trägt Rössles Namen seit 1988.

## Schriften
- Über das Altern. In: Naturwissenschaftliche Wochenschrift, 1917, Band 32, Heft 18, S. 241–247 (biodiversitylibrary.org).
- Über Entzündung. In: Verhandlungen der Deutschen Gesellschaft für Pathologie, 1923, Band 19, S. 18–68.
- Innere Krankheitsursachen, Allgemeine Pathologie der Zelle und Gewebe, Schutzkörperbildung und Immunität. In: Ludwig Aschoff (Hrsg.): Lehrbuch der pathologischen Anatomie. 6. Auflage. Band 1. Jena 1923, S. 1–52, S. 291–323, S. 485–513.
- Classification des cirrhoses hépatiques. In: Annales d’anatomie pathologique, 1929, Band 6, S. 875–894.
- Entzündungen der Leber. In: Henke, Lubarsch (Hrsg.): Handbuch der speziellen pathologischen Anatomie. Band 2/1. Berlin 1930, S. 243–505.
- mit Frédéric Roulet: Maß und Zahl in der Pathologie. Berlin 1932.
- Über vereinfachte Handhabung der Kalorienwerte bei praktischen Ernährungsfragen. München 1919.
- Allergie und Pathergie. In: Klinische Wochenschrift, 1933, Band 12, S. 574–581.
- Die Würzburger Vorlesungen Rudolf Virchows über Pathologie. In: Virchow’s Archiv für pathologische Anatomie und Physiologie, 1937, Band 300, S. 4–30.
- Die pathologische Anatomie der Familie. Berlin 1940.
- Rezension zu: Günther Just, Handbuch der Erbbiologie des Menschen. In: Klinische Wochenschrift, 1940, Band 19, S. 720 f., und 1941, Band 20, S. 426.
- mit Kurt Apitz: Atlas der pathologischen Anatomie. Stuttgart 1951.
- Rudolf Virchows Vorlesung über Allgemeine Pathologische Anatomie und Pathologie im Jahre 1852. In: Virchow’s Archiv für pathologische Anatomie und Physiologie, 1952, Band 322, S. 233–239.